# Wiebe van Dijk

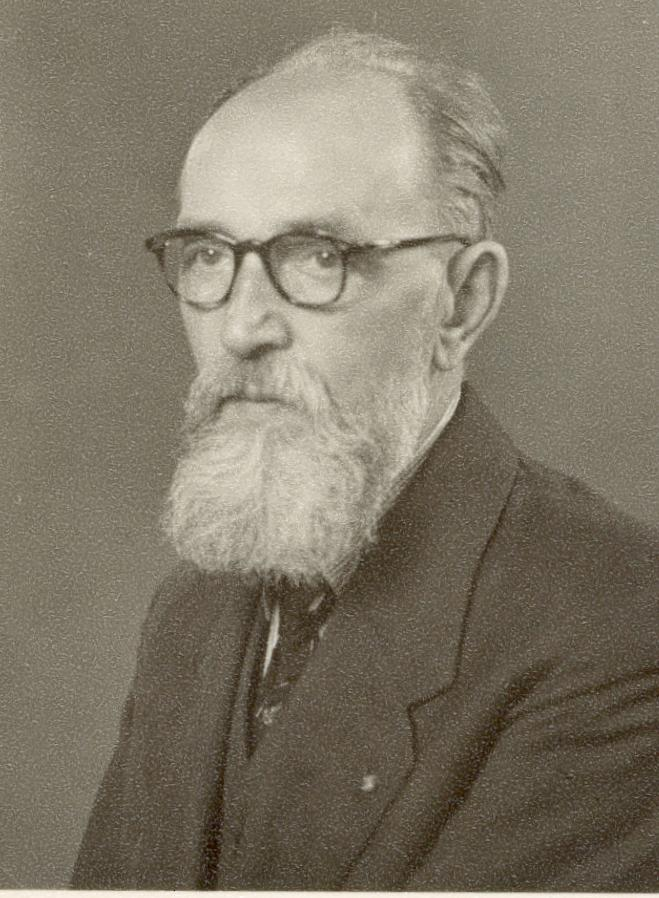
Wiebe van Dijk

Wiebe van Dijk (Blija, 8 december 1889- Ermelo, 1 oktober 1978) was een Nederlandse gereformeerde predikant en zendeling op Soemba.
Geboren als zevende van de acht kinderen van de kapper en schoenmaker Jan van Dijk (28-11-1850, Ferwerderadeel, † 24-04-1914, Opsterland, begraven in Kortezwaag bij Gorredijk) en zijn vrouw Frouwkje Klazes Wielenga (11-08-1853 in Ferwerderadeel, † 09-10-1932, Opsterland), studeert Wiebe evenals twee van zijn oudere broers (Klaas van Dijk en Douwe van Dijk) af in de theologie. Voor Wiebe's studie theologie had het gezin financiële ondersteuning verkregen van de Gereformeerde Kerken in Nederland te Oost-Friesland (Duitsland).
Na zijn studie wordt Wiebe dominee in Campen in Oost-Friesland. Hij ontmoet daar Kuna Sweers (Neermoor, 5 september 1894 - † Ermelo, 11 mei 1989), de dochter van Sweer Weerts Sweers, een grote boer en tevens burgemeester van Neermoor, en Janna Behrends, met wie hij trouwt op 6 september 1916. Samen met Kuna en hun drie kinderen vertrekt Wiebe in 1923 als zendeling naar Soemba waar het echtpaar nog vier kinderen krijgt; Sweer Sweers en Froukje overlijden vroegtijdig wegens de primitieve leefomstandigheden. 

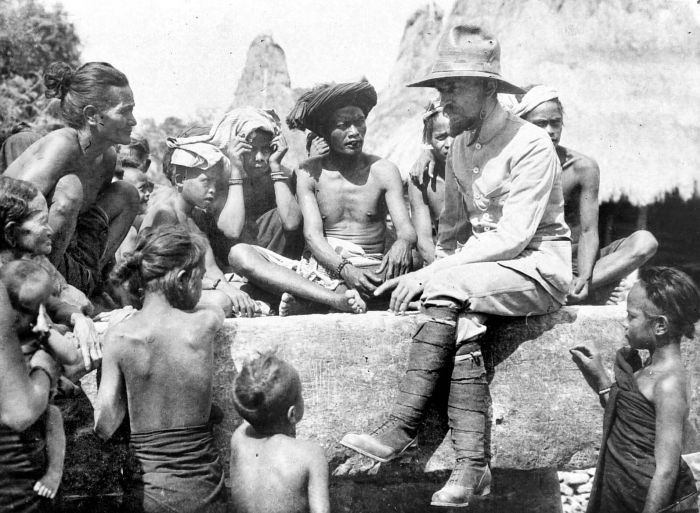
Ds. Van Dijk brengt gezeten op een Soembanees graf het evangelie aan de Soembanezen

## Het werk op Soemba
- Van 1923 tot 1946 is Karuni op West-Soemba de standplaats van de opvolger van ds. Krijger, benoemd door de kerk van Nijverdal, de missionair predikant ds. Wiebe van Dijk. Er werden in Karuni een kerk, een ziekenhuis, een school en een internaat gebouwd.
- In 1937 stelde ds. Van Dijk een verslag op, waarin hij de vraag stelde of men op de goede weg was om christelijke Soembanezen die een tweede vrouw namen, uit te sluiten van de sacramenten. Zijns inziens had polygamie een belangrijke sociale functie, omdat zij verband bracht in de Soembanese samenleving.

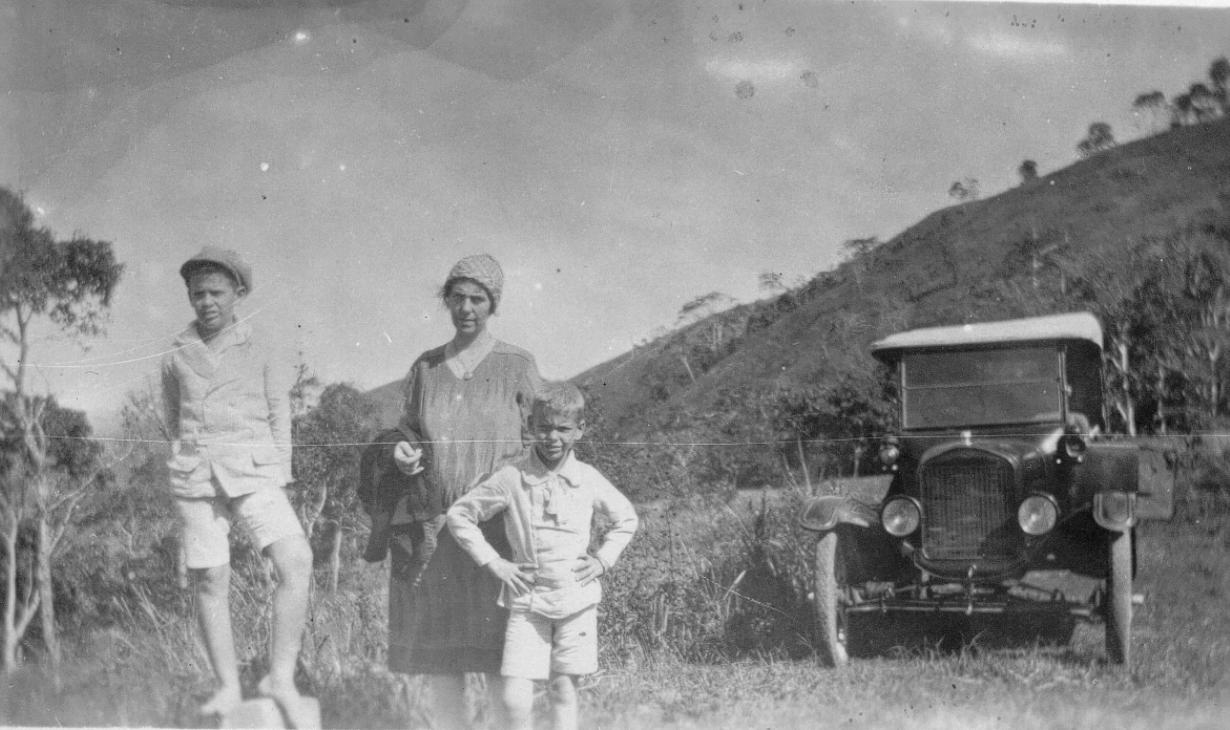
Zendelinggezin Van Dijk bij de eerste auto op Soemba rond 1930

## Tweede Wereldoorlog en daarna
- Ds. van Dijk en zijn vrouw en de jongste zoon overleefden tijdens de Tweede Wereldoorlog gescheiden van elkaar het jappenkamp. De andere vier kinderen waren op dat moment voor hun verdere scholing in Nederland;
- Kuno van Dijk wordt later hoogleraar psychiatrie in Nederland, terwijl S.S. van Dijk (Eri) in de voetsporen van zijn vader trad. Hij wordt eerst predikant in Nieuw-Guinea en later predikant van de Iglesias Reformadas en Argentina te Buenos Aires in Argentinië. In 1970 bezoekt hij als lid van het Moderamen van Deputaten de Gereformeerde Kerken op Soemba (GKS).

Wiebe van Dijk overleed op 88-jarige leeftijd.

## Foto's

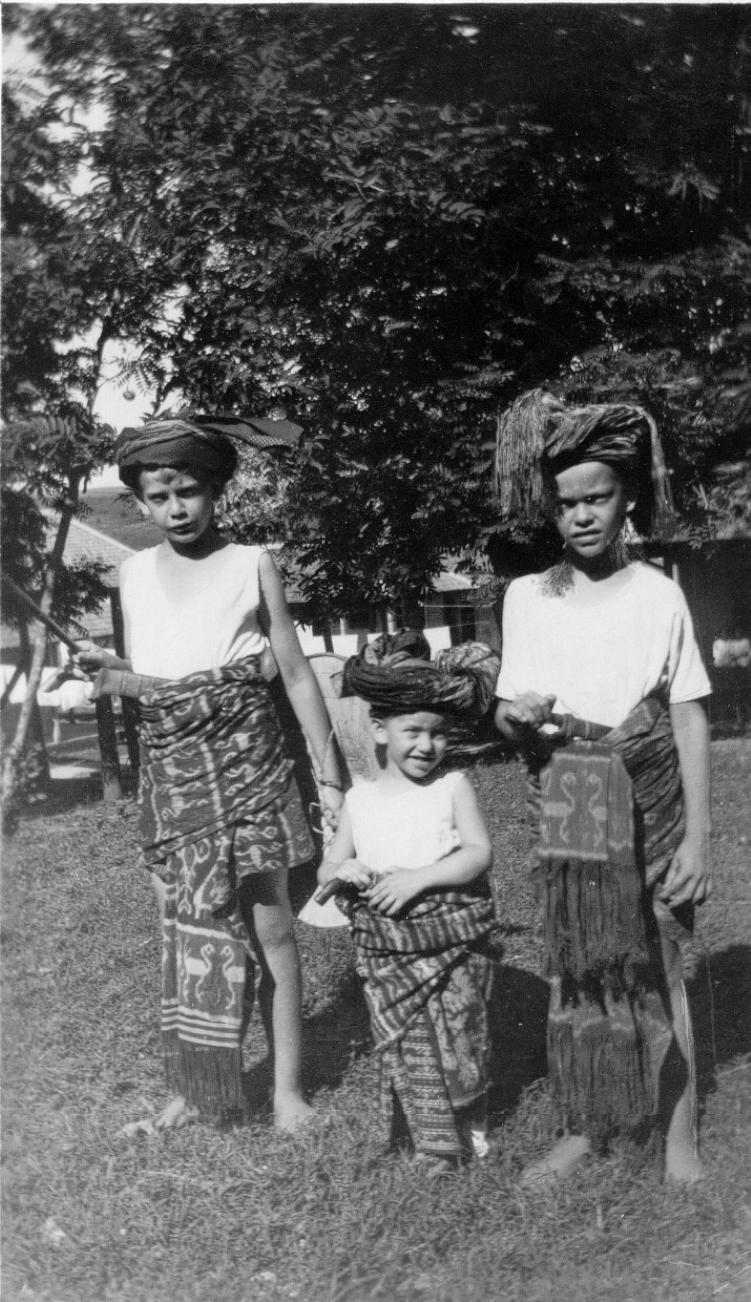
Kinderen van Dijk verkleed in Ikat kledij van Soemba
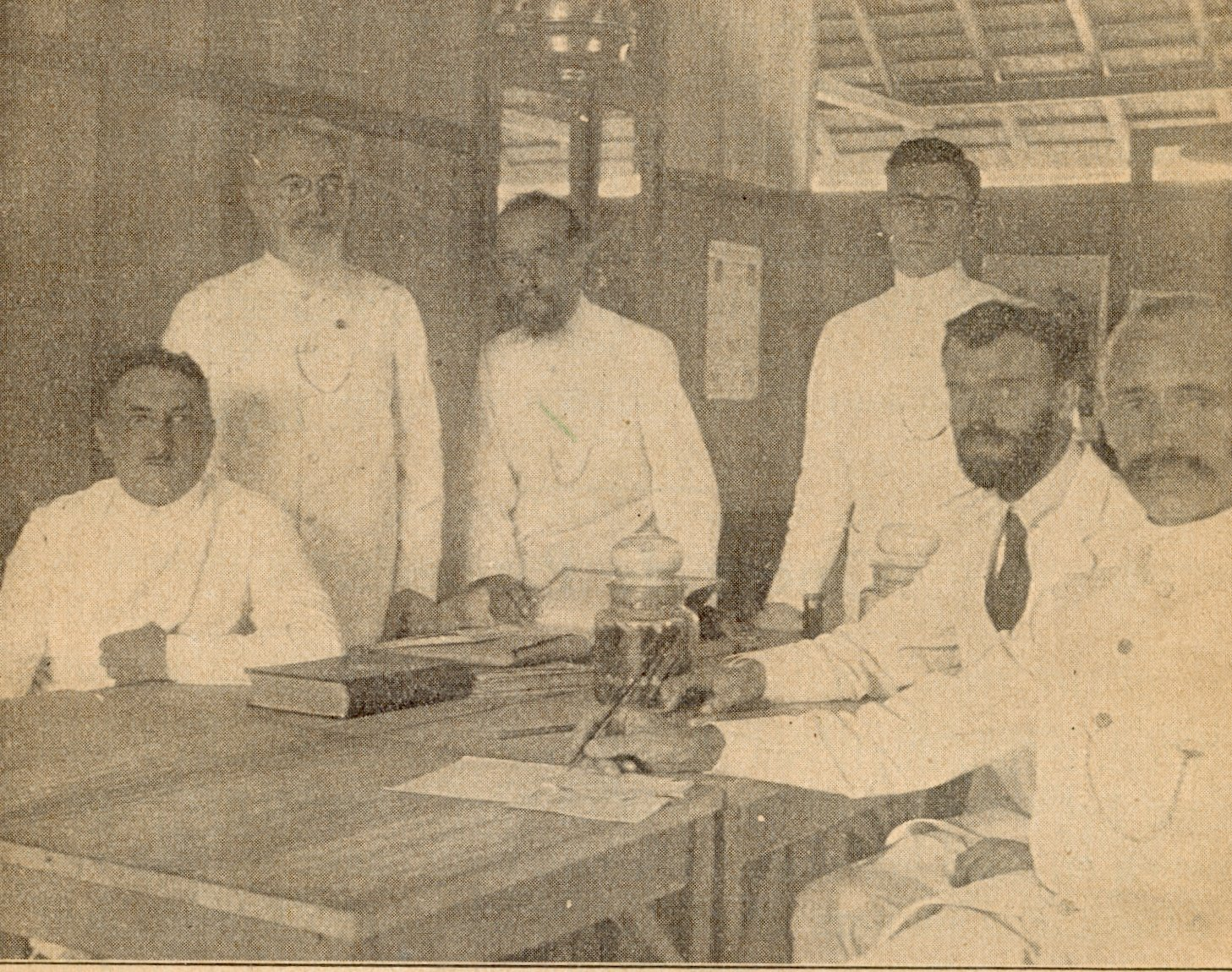
Ds van Dijk te midden van zijn collega's (1926) van l.n.r.: ds. L.P.Krijger, ds. C.de Bruijn, ds. W. van Dijk, ds. J.P. Lambooy, T. Mobach en ds. J.F. Colenbrander
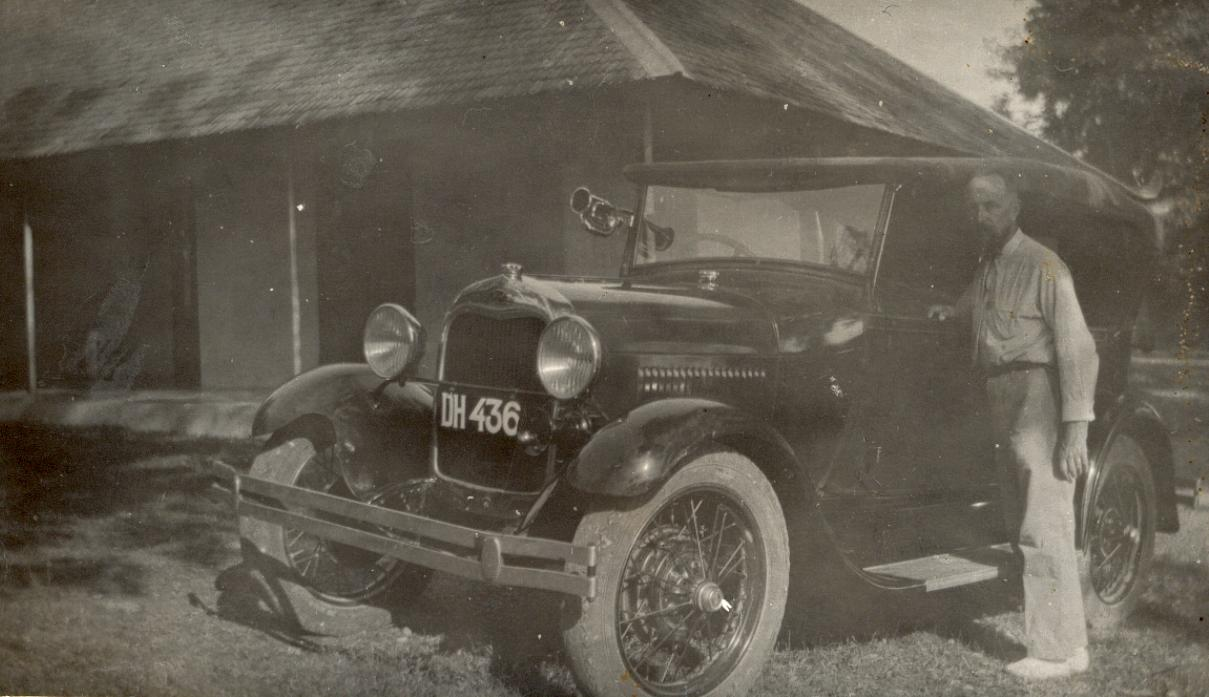
Ds. W. van Dijk (rond 1930)
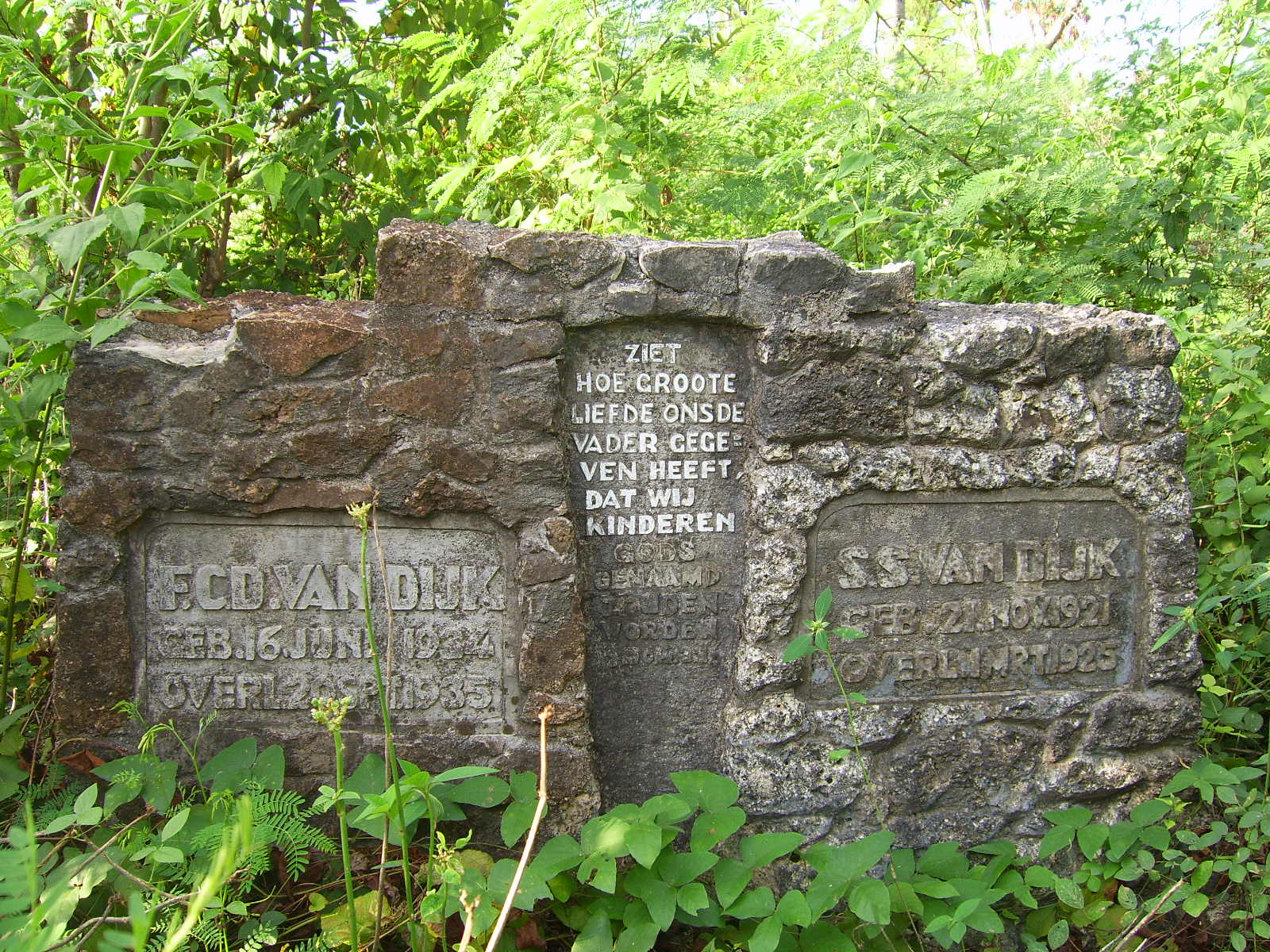
Familiegraf in Karuni, van Sweer Sweers († 1925) en Froukje van Dijk († 1935), gemaakt door Ds. Wiebe van Dijk.
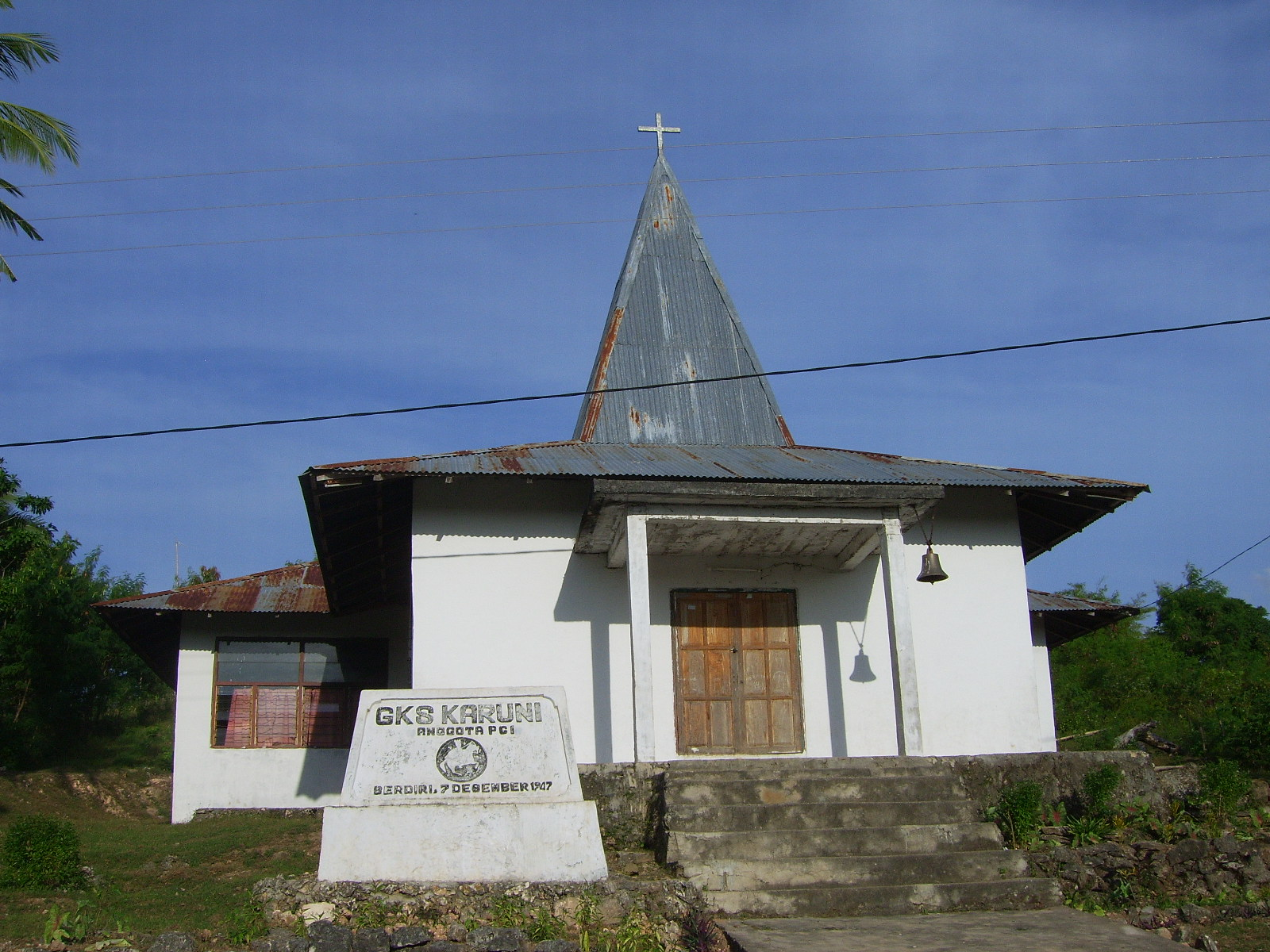
Kerkje van de GKS in Karuni op Soemba